# Anini
Anini è un villaggio dell'India capoluogo del distretto della Valle del Dibang, nello stato federato dell'Arunachal Pradesh. 

## Geografia fisica
Il villaggio è situato a 28° 51' 54 N e 95° 53' 49 E.

## Società

### Evoluzione demografica
Al censimento del 2011 la popolazione di Anini assommava a 2.384 persone, delle quali 1.316 maschi e 1.068 femmine.